# Karur
Karur (tamilski: கரூர்) – miasto w południowych Indiach, w stanie Tamilnadu, stolica dystryktu Karur. W 2001 liczyło 76 328 mieszkańców.